# مادمازل ژولیت
«مادمازل ژولیت» (به فرانسوی: Mademoiselle Juliette) تک‌آهنگی از هنرمند اهل فرانسه آلیزه ژاکوته است که در سال ۲۰۰۷ میلادی منتشر شد.